# 乔·克莱恩
约瑟夫·威廉·克莱恩（英語：Joseph William Kleine，1962年1月4日—），生于科罗拉多州科罗拉多斯普林斯，美国前男子职业篮球运动员。曾获得1984年夏季奥林匹克运动会男子篮球冠军。